# Little Italy, Manhattan
Little Italy är ett område på nedre Manhattan i New York, förr känt för sin stora befolkning av italienska immigranter. I början av 1900-talet levde det cirka 10 000 italienare i Little Italy. Sedan början av 2000-talet är området italienskt nästan enbart till namnet, området har minskat radikalt och har cirka 1 200 italiensk-amerikanska invånare. Huvudgatan Mulberry Street med tvärgator, som tidigare dominerades av italienska restauranger och butiker har kraftigt minskat medan Chinatown brett ut sig.

## Bildgalleri

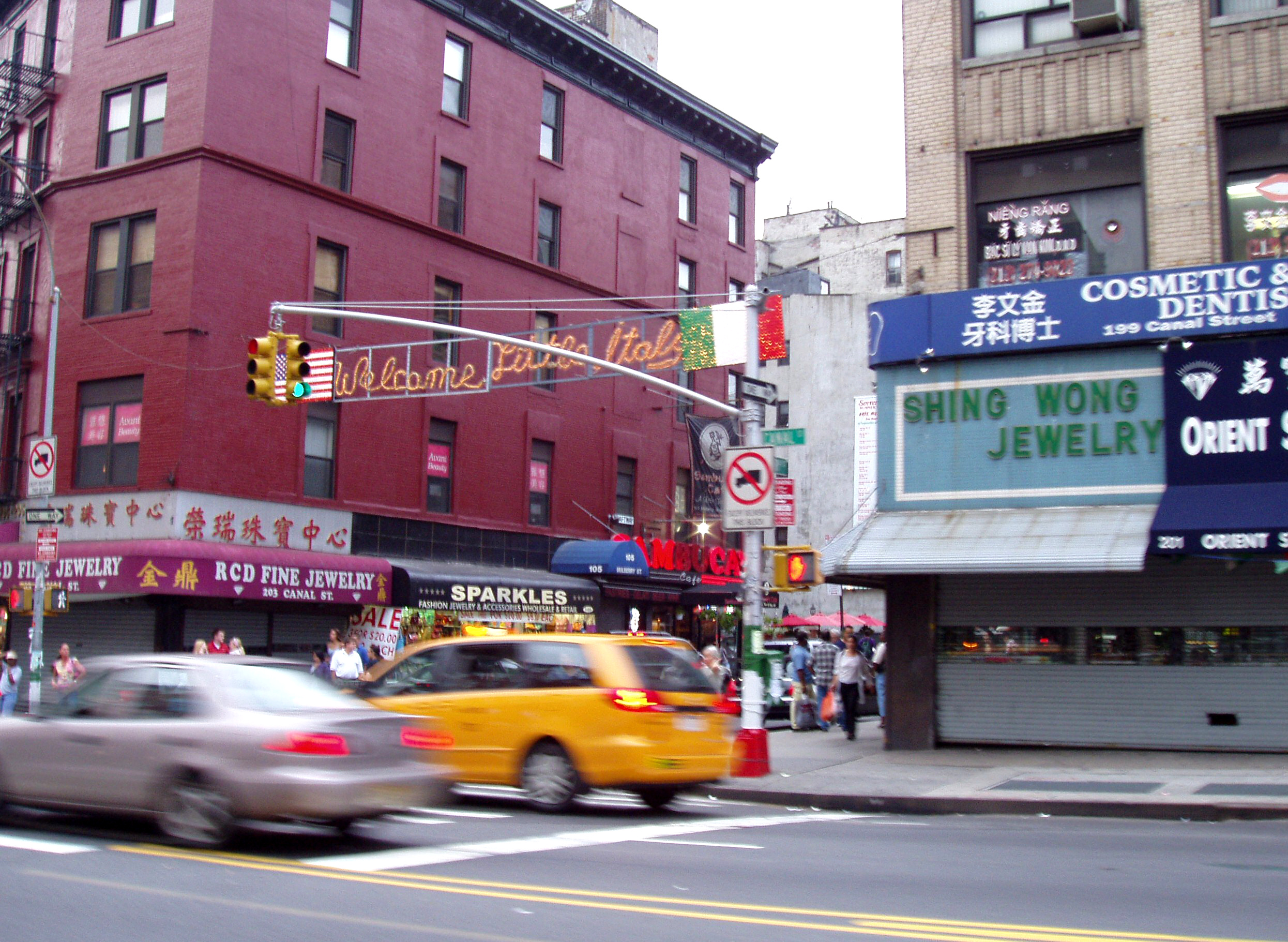
Canal Street utgör gränsen mellan Little Italy och Chinatown.
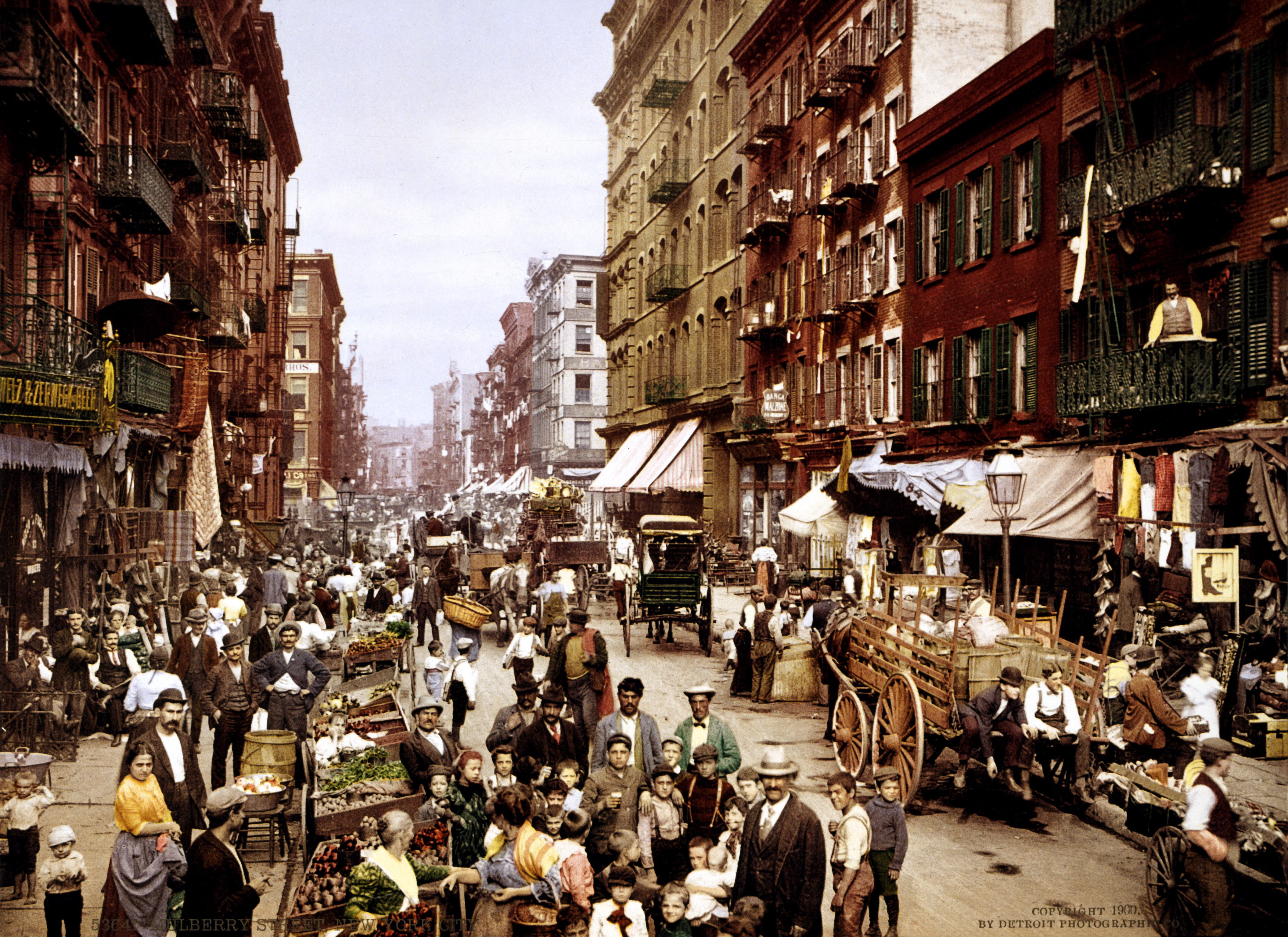
Mulberry Street omkring 1900.